# Kāndi
Kāndi är en ort i Indien.   Den ligger i distriktet Murshidabad och delstaten Västbengalen, i den östra delen av landet, 1 200 km öster om huvudstaden New Delhi. Kāndi ligger 26 meter över havet och antalet invånare är 54 848.
Terrängen runt Kāndi är mycket platt. Runt Kāndi är det tätbefolkat, med 913 invånare per kvadratkilometer. Det finns inga andra samhällen i närheten. Trakten runt Kāndi består till största delen av jordbruksmark.